# Leopold Englund
Johan Leopold Englund, född 17 januari 1868, död 4 april 1931 i Johannebergs församling, Göteborg, var en svensk affärsman och idrottsledare.
Englund nedlade ett omfattande organisationsarbete i samband med idrottsföreningarnas första framväxt. Han var i två olika perioder ordförande i Svenska gymnastik- och idrottsföreningarnas riksförbund och tillhörde från 1904 dess överstyrelse. 1908 var han färdledare för svenska Olympiatruppen i London, och 1912 ledare för tävlingarna i allmän idrott vid Olympiska spelen i Stockholm. 1920 och 1924 var han Sveriges representant bland domarna vid Olympiska spelen i Antwerpen respektive Paris.